# Gauliga 1940-1941
L'edizione 1940-41 della Gauliga vide la vittoria finale del Rapid Vienna.
Da questa stagione il campionato si allargò a 20 squadre, in seguito alle annessioni naziste della Prussia Occidentale e dell'Alsazia.

## Partecipanti
| Squadra               | qualificata come                                    |
| VfB Königsberg        | Campione del Sportbereichsklasse Ostpreußen         |
| LSV Stettin           | Campione del Sportbereichsklasse Pommern            |
| TeBe Berlino          | Campione del Sportbereichsklasse Berlin-Brandenburg |
| Vorwärts Gleiwitz     | Campione del Sportbereichsklasse Schlesien          |
| Dresdner SC           | Campione del Sportbereichsklasse Sachsen            |
| 1. SV Jena            | Campione del Sportbereichsklasse Mitte              |
| Amburgo               | Campione del Sportbereichsklasse Nordmark           |
| Hannover 96           | Campione del Sportbereichsklasse Niedersachsen      |
| Schalke 04            | Campione del Sportbereichsklasse Westfalen          |
| TuS Helene Altenessen | Campione del Sportbereichsklasse Niederrhein        |
| VfL Köln 1899         | Campione del Sportbereichsklasse Mittelrhein        |
| Borussia Fulda        | Campione del Sportbereichsklasse Hessen             |
| Kickers Offenbach     | Campione del Sportbereichsklasse Südwest            |
| Neckarau              | Campione del Sportbereichsklasse Baden              |
| Kickers Stoccarda     | Campione del Sportbereichsklasse Württemberg        |
| Monaco 1860           | Campione del Sportbereichsklasse Bayern             |
| NSTG Praga            | Campione del Sportbereichsklasse Sudetenland        |
| Rapid Vienna          | Campione del Sportbereichsklasse Ostmark            |
| Mulhouse              | Campione del Sportbereichsklasse Elsass             |
|                       | Vincitore delle qualificazioni per l'Ostland        |

### Qualificazioni per l'Ostland
| Squadra         | qualificata come                                    |
| Preußen Danzica | Campione del Sportbereichsklasse Danzig-Westpreußen |
| LSV Posen       | Campione del Sportbereichsklasse Warthaland         |

| Preußen Danzica | 2 – 2 | LSV Posen |

il replay della partita, che si doveva giocare il 6 aprile del 1941, non venne disputato a causa del ritiro del LSV Posen.

## Fase a gironi

### Gruppo 1

#### Gruppo 1a
|    | Classifica        | Pt | G | V | N | P | GF | GS |
| -- | ----------------- | -- | - | - | - | - | -- | -- |
| 1. | Vorwärts Gleiwitz | 5  | 4 | 2 | 1 | 1 | 9  | 5  |
| 2. | LSV Stettin       | 4  | 4 | 1 | 2 | 1 | 8  | 9  |
| 3. | Preußen Danzica   | 3  | 4 | 0 | 3 | 1 | 5  | 8  |

#### Gruppo 1b
|    | Classifica   | Pt | G | V | N | P | GF | GS |
| -- | ------------ | -- | - | - | - | - | -- | -- |
| 1. | Dresdner SC  | 8  | 4 | 4 | 0 | 0 | 11 | 4  |
| 2. | TeBe Berlino | 3  | 4 | 1 | 1 | 2 | 5  | 7  |
| 3. | NSTG Praga   | 1  | 4 | 0 | 1 | 3 | 3  | 8  |

#### Finale Gruppo 1
| Dresdner SC | 3 – 0 | Vorwärts Gleiwitz |

| Vorwärts Gleiwitz | 0 – 3 | Dresdner SC |

### Gruppo 2

#### Gruppo 2a
|    | Classifica     | Pt | G | V | N | P | GF | GS |
| -- | -------------- | -- | - | - | - | - | -- | -- |
| 1. | Amburgo        | 7  | 4 | 3 | 1 | 0 | 9  | 5  |
| 2. | 1. SV Jena     | 3  | 4 | 1 | 1 | 2 | 5  | 7  |
| 3. | VfB Königsberg | 2  | 4 | 1 | 0 | 3 | 3  | 8  |

#### Gruppo 2b
|    | Classifica     | Pt | G | V | N | P | GF | GS |
| -- | -------------- | -- | - | - | - | - | -- | -- |
| 1. | Schalke 04     | 8  | 4 | 4 | 0 | 0 | 16 | 2  |
| 2. | Hannover 96    | 2  | 4 | 1 | 0 | 3 | 10 | 15 |
| 3. | Borussia Fulda | 2  | 4 | 1 | 0 | 3 | 6  | 15 |

#### Finale Gruppo 2
| Schalke 04 | 3 – 0 | Amburgo |

| Amburgo | 1 – 0 | Schalke 04 |

### Gruppo 3
|    | Classifica            | Pt | G | V | N | P | GF | GS |
| -- | --------------------- | -- | - | - | - | - | -- | -- |
| 1. | VfL Köln 1899         | 9  | 6 | 4 | 1 | 1 | 19 | 12 |
| 2. | Kickers Offenbach     | 8  | 6 | 3 | 2 | 1 | 19 | 9  |
| 3. | TuS Helene Altenessen | 6  | 6 | 2 | 2 | 2 | 15 | 13 |
| 4. | Mülhausen 93          | 1  | 6 | 0 | 1 | 5 | 9  | 28 |

### Gruppo 4
|    | Classifica          | Pt | G | V | N | P | GF | GS |
| -- | ------------------- | -- | - | - | - | - | -- | -- |
| 1. | Rapid Vienna        | 9  | 6 | 4 | 1 | 1 | 24 | 5  |
| 2. | Monaco 1860         | 7  | 6 | 3 | 1 | 2 | 14 | 11 |
| 3. | Stuttgarter Kickers | 4  | 6 | 1 | 2 | 3 | 11 | 16 |
| 4. | VfL Neckarau        | 4  | 6 | 2 | 0 | 4 | 4  | 8  |

## Fase finale

### Semifinali
| Rapid Vienna | 2 – 1 | Dresdner SC |

| Schalke 04 | 4 – 1 | VfL Köln 1899 |

### Finale
| Rapid Vienna | 4 – 3 | Schalke 04 |

## Verdetti
- Rapid Vienna campione del Terzo Reich 1940-41.